# Anjuta
Anjuta fou un entorn de desenvolupament integrat (IDE) per programar en els llenguatges de programació C, C++, Java, Python i Vala, en sistemes GNU/Linux i BSD. El seu desenvolupament va acabar el Maig de 2022 per falta de mantenidors. El seu principal objectiu era treballar amb GTK+ i en l'entorn d'escriptori GNOME. És programari lliure i de codi obert, disponible sota la GNU General Public License.
Inclou un administrador de projectes, assistents, plantilles, depurador interactiu i un editor que verifica i ressalta la sintaxi.